# Transformers (videogioco 1986)
Transformers, o The Transformers nella versione Spectrum, è un videogioco a piattaforme/sparatutto basato sui personaggi del franchise Transformers. Il videogioco è stato sviluppato dalla Denton Designs e pubblicato dalla Ocean Software per Sinclair Spectrum e Commodore 64 nel 1986.